# Lingua slava orientale antica

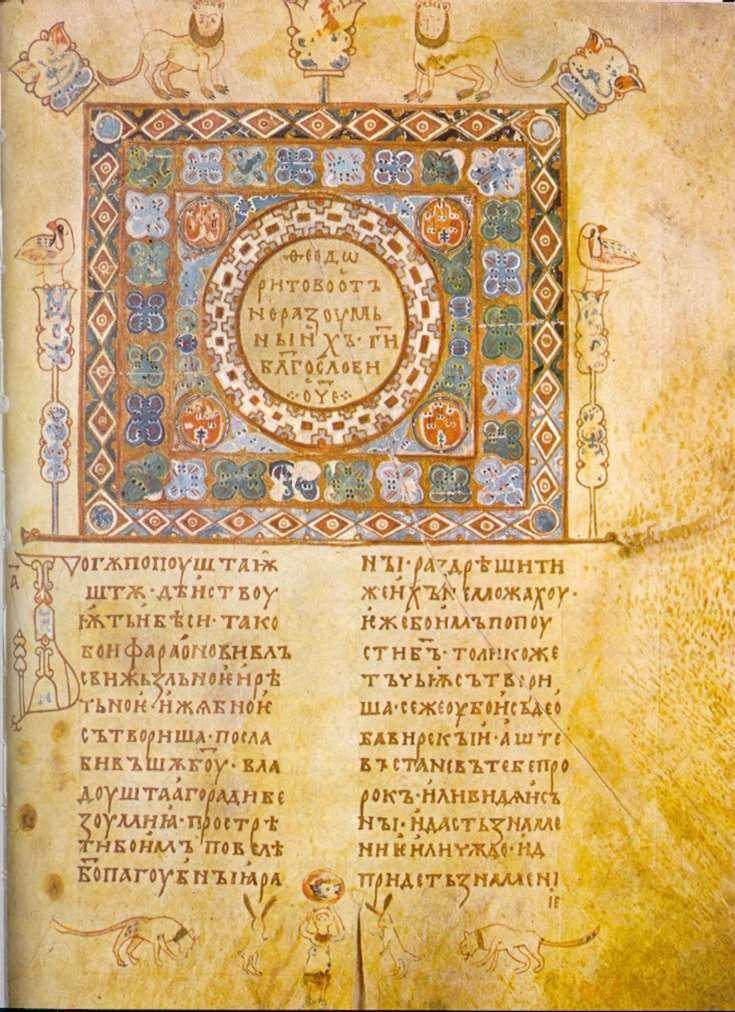
Una pagina delle Miscellanee di Svjatoslav, datato 1073

L'antico slavo orientale (Русьскыи языкъ, Rus'skyi jazyk" lingua rusĭskŭ) è stata una lingua utilizzata tra il X ed il XV secolo dagli Slavi orientali. Nella Rus' di Kiev era la lingua ufficiale ed inizialmente la lingua parlata, mentre, negli Stati che si sono evoluti dal suo collasso, diventò una lingua letteraria.

## Storia
La lingua è considerata un'evoluzione della lingua paleoslava.
Dialetti correlati alla antica lingua slava orientale erano parlati nei territori corrispondenti agli attuali stati della Russia occidentale, Bielorussia ed Ucraina.
Dopo la fine dell'invasione mongola, quando i territori della Rus' di Kiev furono spartiti fra il Granducato di Lituania ad ovest e la Moscovia ad est, le lingue ufficiali e parlate in ciascuno dei due stati divennero il ruteno-ucraino ed il bielorusso ad occidente ed il russo ad oriente, nonostante ciò però, da tale periodo fino al XV secolo l'antico slavo orientale fu usato come lingua letteraria.